# アキル・ディノー
アキル・ディノー（ハイチ語: Akil dinò, 仏: Acul-du-Nord）はハイチ北県アキルディノー郡のコミーン。プレーヌ・ディノーを挟んでカパイシアンの西に位置し、北県の稲作地帯となっている。他にコーヒーや果物も生産される。南にドンドン、アルティボニット県マムラード、西にランベ郡ランベ及びバ・ランベと接し、北は大西洋に面する。人口は55,908人（2015年推計）。

## 脚註
1. 1 2  “Haiti: administrative units, extended”.   geoHive. 2016年10月5日時点のオリジナルよりアーカイブ。2023年11月13日閲覧。